# Gyűrűs vízipiton
A gyűrűs vízipiton (Bothrochilus boa) a hüllők (Reptilia) osztályában a pikkelyes hüllők (Squamata) rendjébe sorolt pitonfélék (Pythonidae) közt a vízipiton (Bothrochilus) nem egyetlen faja.

## Származása, elterjedése
Pápua Új-Guineában és tőle keletre fekvő szigeteken él.
A Bismarck-szigetek közül:
- Umboin, az Új-Britannia déli partján épült Gasmata, mellett),
- a Yorki herceg-szigeteken (például Miokón,
- Új-Írországon (Niu Ailan) és
- a keleti partjához közeli Tataun, valamint
- a nyugati partjához közeli Új-Hannoveren;

A Zöld-szigetek közül
- a Nissan-szigeten.

Terráriumi díszállatként az egész világon megtalálható.

## Megjelenése, felépítése
A felnőttek mérete 100 és 180 cm közötti, az átlag mintegy 1,5 méter. A fiatal egyedek színezete harsányabb, ragyogó narancssárga és fekete gyűrűk sorozatából áll; a színek egyéves korukra fokozatosan elhalványodnak. A felnőttek általában barnásak vagy feketésbarnák, fekete gyűrűkkel. Szemük mögött többnyire egy világos pötty látható.

## Életmódja, élőhelye
Az esőerdők és a hasonképpen csapadékos művelt területek (ültetvények) lakója. A párás levegőt kedveli.
Éjszaka aktív, a nappalt föld alatti üregekben vagy kókuszdió-halmokban tölti. Főleg kisebb rágcsálókat eszik; vadászat közben gyakran a házakat és mezőgazdasági épületeket is felkeresi. Az újszülöttek gyíkokat és szopós rágcsálókat fogyasztanak.

## Szaporodása
Tojásrakó, az átlagos fészekalj 10–12 tojás. Ezeket fogságban nem mindig költi ki, ilyenkor keltetőgépbe kell őket tenni. A fogságban született kicsik üreglakók, amiből valószínűsíthető, hogy a természetben is az avarba rejtőznek.

## Terráriumi tartása
Több száz példányt szaporítanak fogságban, de ez nem fedezi a keresletet, ezért a díszállatkereskedők kínálatában többnyire vadon befogott példányok szerepelnek. A gyűjteményekben egyelőre ritkák. A fiatal egyedek harapósak, de az idősebbek megbízható terráriumlakókká válnak.
Aljzatként kiválóan megfelel a 26–29 °C-os homokos föld. Búvóhelyet, gyenge megvilágítást és állandó fürdőmedencét feltétlenül biztosítani kell nekik. Leölt laboratóriumi rágcsálókkal etethetők. Fontos a párás levegő és egyúttal a jó szellőzés, a tocsogó vizet viszont kerülni kell.
A kicsiknek célszerű egy doboznyi nyirkos mohát biztosítani a megfelelő páratartalom fenntartására.